# Matica hrvatska
Matica hrvatska je nevladina kulturna ustanova u Hrvatskoj osnovana za očuvanje i unapređenje hrvatske kulture. Deluje od 1842. godine, kada je osnovana kao Matica ilirska a najvažniji je i najveći izdavač knjiga i časopisa u Hrvatskoj.
U centrali i ograncima objavljuje više od stotinu knjiga svake godine, koje redovno odnose najvažnije hrvatske književne nagrade. Uz dvadesetak redovnih biblioteka naročito se ističe biblioteka vijeka hrvatske književnosti, u kojoj je objavljeno već sedamdesetak naslova. 
Centrala objavljuje dvosedmičnjak „Vijenac”, novine za književnost, umjetnost i nauku, te književni časopis „Kolo” i „Hrvatsku reviju”. 
Osim izdavaštva Matica hrvatska priređuje mnogo kulturnih i naučnih manifestacija; predstavljanja knjiga, naučne simpozije, okrugle stolove, stručna i naučna predavanja i rasprave, koncerte, pozorištne predstave. Pri centrali djeluje i „Galerija Matice hrvatske” u kojoj svoje radove izlažu mlađi umjetnici.
Stotinjak postojećih ogranaka Matice hrvatske objavljuje dvadesetak književnih časopisa, među kojima su „Dubrovnik”, „Književna revija”, „Dometi”, „Zadarska smotra”, „Riječi”.

## Predsjednici Matice hrvatske
| Stjepan Damjanović, aktuelni predsjednik (2014–danas) | Josip Bratulić, predsjednik 1996–2002. | Gustav Krklec, predsjednik 1950–1954. | Ivan Mažuranić, predsjednik 1858–1872. |

## Zanimljivosti
Srpski satirični list iz Zagreba, Vrač pogađač je pisao da otrovni pauk (Matica hrvatska) siše srpski cvjetnjak, a za to vrijeme blaženo spava trut (Matica srpska), i tako omogućuje stvaranje hrvatske kulture. Jedan od brojnih primera hrvatizacije srpske pjesme i pjesnika je rad jednog od najpoznatijih hrvatskih istoričara Vjekoslav Klaića. Njegovu Hrvatsku pjesmaricu je 1893. izdala i nagradila Matica hrvatska. U pjesmaricu je uvrstio dosta popularnih srpskih pjesama Đure Jakšića, a u pjesmi pančevačkog prote Vase Živkovića Rado ide Srbin u vojnike, gde zelene bere lovorike, promijenio je samo subjekt: Srbin u Hrvat.
U doba komunističke vlasti u Jugoslaviji, 1969. Matica hrvatska objavljuje memoare Ivana Meštrovića, koji su već ranije objavljeni među ustaškom emigracijom u Argentini, 1961. Dva izdanja se razlikuju u tome što su u izdanju Matice hrvatske izostavljeni svi dijelovi koji kritikuju komunističku vlast i neke njene ličnosti (Moše Pijade), a svi antisrpski dijelovi su objavljeni.

## Literatura
- Артуковић, Мато (2001). Срби у Хрватској (Куеново доба). Хрватски институт за повијест - подружница за повијестСлавоније, Сријема и Барање, Славонски Брод. ISBN 953-6659-09-3.

## Spoljašnje veze
- Zvanični veb-sajt